# Land-grant University

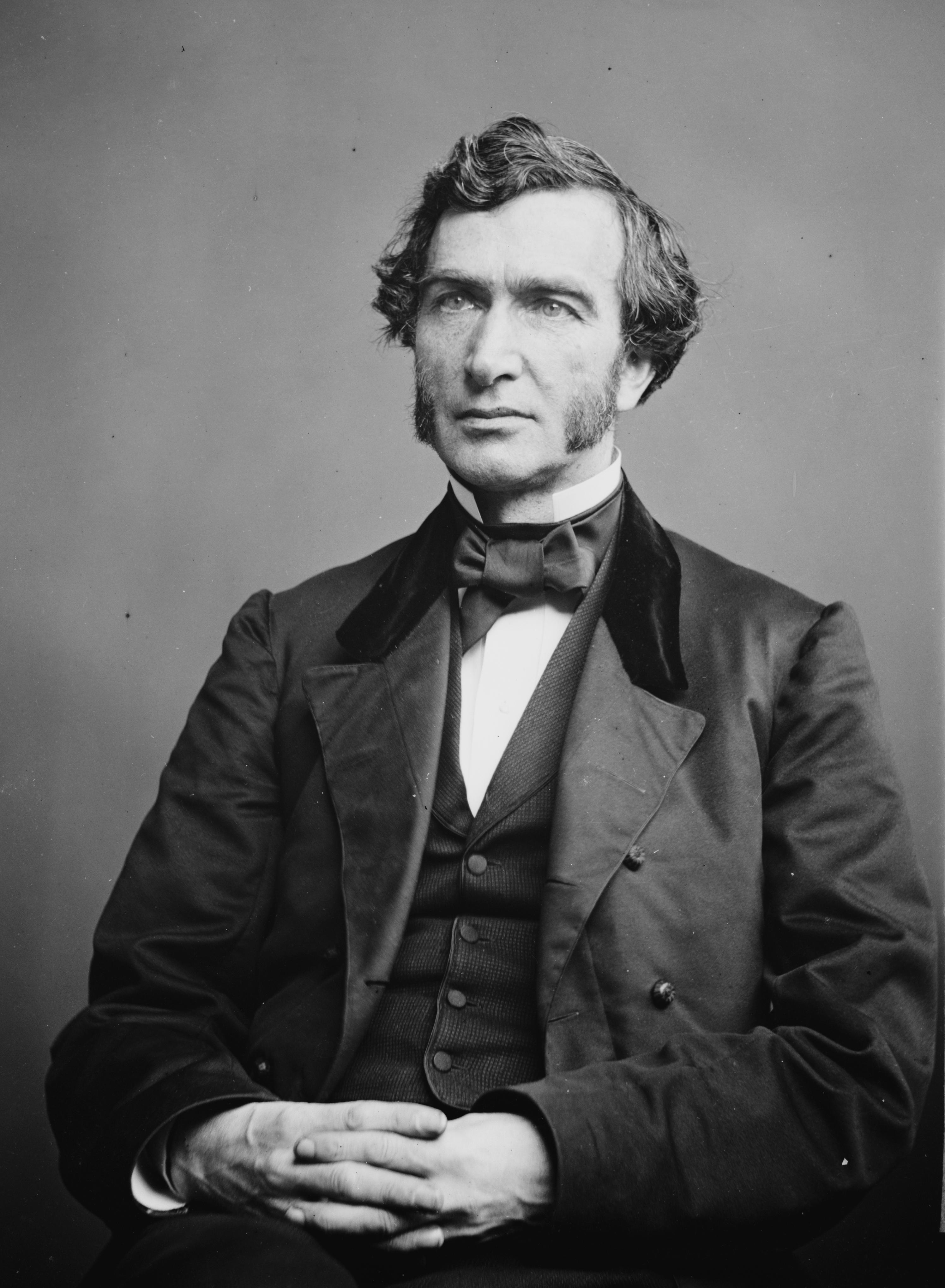
Justin Smith Morrill (1810–1898), auf den die Gesetzgebung zurückgeht, die zur Gründung der Land-grant Universities führte

Als Land-grant Universities werden in den Vereinigten Staaten staatliche Universitäten bezeichnet, deren Gründung beziehungsweise Finanzierung auf zwei 1862 und 1890 beschlossenen und als Morrill Land-Grant Colleges Acts bezeichneten Gesetzen beruht. Benannt waren diese Gesetze nach ihrem Initiator Justin Smith Morrill, der von 1855 bis 1867 als Mitglied des Repräsentantenhauses und von 1867 bis 1898 des Senats fungierte. Auf der Basis der Morrill Land-Grant Colleges Acts wurde den amerikanischen Bundesstaaten von der Bundesregierung Landbesitz übertragen unter der Maßgabe, die Erträge aus dem Verkauf oder der Nutzung dieses Landes für den Aufbau und die laufenden Kosten von Hochschulen zu nutzen.
Schwerpunkte der Ausbildung an diesen Hochschulen sollten gemäß den Bestimmungen des Gesetzes die Agrarwirtschaft sowie die Ingenieurs- und Militärwissenschaften sein. Ziel des Aufbaus dieser Hochschulen war vor allem die Unterstützung der Industrialisierung in den USA durch eine massive Ausbildung von Fachkräften, die Erweiterung der akademischen Bildung über die klassischen Natur- und Geisteswissenschaften hinaus auf Fächer mit Praxisbezug sowie die Ausweitung des Zugangs breiter Bevölkerungsschichten zu höherer Bildung.

## Historische Entwicklung
Während einige Bundesstaaten den aus den Morrill Land-Grant Colleges Acts resultierenden Bildungsauftrag sowie die damit verbundenen finanziellen Mittel an bereits bestehende Hochschulen übertrugen, kam es in den meisten Staaten zur Neugründung entsprechender Institutionen. Aus diesen entwickelten sich in vielen Fällen Volluniversitäten, deren Studienangebot in der Gegenwart über die ursprüngliche Intention weit hinausgeht. Gegenwärtig existiert in jedem Bundesstaat mindestens eine Universität mit dem Status einer Land-grant University. Da der 1890 beschlossene zweite Morrill Land-Grant Act die Bedingung enthielt, für die Verwendung der entsprechenden Mittel entweder den uneingeschränkten Zugang für Studenten afroamerikanischer Herkunft zu den jeweiligen Hochschulen zu gewährleisten oder für diese Studenten zusätzliche Hochschulen aufzubauen, entstanden ab 1890 insbesondere in den Südstaaten weitere Hochschulen. Aus diesem Grund bestehen heutzutage in den meisten Südstaaten zwei Universitäten, die ihren Ursprung als Land-grant University haben und von denen meist eine zu den historischen afroamerikanischen Colleges und Hochschulen gezählt wird. Insgesamt wurden 69 Hochschulen gegründet, unter anderem die Cornell University, das Massachusetts Institute of Technology, die University of Wisconsin–Madison, die University of North Dakota, die University of South Dakota, die University of Michigan, die University of Minnesota, die University of Missouri, die University of Illinois und die University of Arkansas. Von diesen 69 Hochschulen gehörten 16 zu den Historical Black Colleges and Universities (HBCUs). Die erste auf der Basis des Morrill Land-Grant Acts von 1862 neugegründete Hochschule war die 1863 als Kansas State Agricultural College entstandene heutige Kansas State University.
Die nach dem Morill-Gesetz von 1862 eingerichteten land-grant colleges, wurden von den anderen lange als 'cow colleges,' belächelt. Sie waren nur mit dem Nötigsten ausgestattet, oft schlecht geleitet und es fehlten Professoren, die in Landwirtschaft unterrichten konnten. In Ithaca, und Michigan, aber auch Illinois, Massachusetts, Kansas, Indiana und Iowa fanden sich engagierte Männer, die vorbildliche Arbeit leisteten und deren Studenten bald überall als Lehrer gefragt waren.
Das zweite Morrill-Gesetz von 1890 versorgte die Colleges jährlich mit $25.000,-. Um dieses Geld zu erhalten, musste der Bundesstaat nachweisen, dass Rasse oder Hautfarbe kein Aufnahmekriterium war bzw. nachweisen, dass sie für Afro-Amerikaner separate Colleges errichteten. Durch dieses Gesetz entstanden 17 Colleges, die unter dem Namen „1890 land-grants“ bekannt wurden.
Als älteste Land-grant University gilt die seit 1766 bestehende Rutgers University, der 1864 vom Bundesstaat New Jersey die entsprechenden Aufgaben und Mittelzuweisungen übertragen wurden.
In dem nach William H. Hatch benannten und im März 1887 verabschiedeten Hatch Act waren zusätzliche Bundeszuschüsse für diejenigen Bundesstaaten vorgesehen, die eine landwirtschaftliche Versuchsstation in Zusammenarbeit mit ihren Land-Grant Colleges gründen. Diese Agricultural Experiment Stations unterstanden dem Landwirtschaftsministerium der Vereinigten Staaten und hatten die Aufgabe, Forschung über landwirtschaftliche Nutzpflanzen und -tiere zu betreiben. Dazu gehörte unter anderem Bodenanalyse, Düngung, Untersuchung der Anbaumethoden, der Vorteile der Fruchtfolge, Hilfe bei Krankheiten an Pflanzen und bei Tieren, Forschung zu Futtermitteln und weitere Aspekte. Durch jährliche Berichte an das Büro der Versuchsstationen wurden die Erkenntnisse durch das Landwirtschaftsministerium veröffentlicht. 1914 wurde durch den US-Kongress der Smith–Lever Act verabschiedet, durch den die landwirtschaftlichen Colleges und Universitäten neben Lehre und Forschung als dritte Aufgabe die sogenannte Extension erhielten. Die Einrichtungen sollten nun dazu beitragen, dass ihre gewonnenen Erkenntnisse aus der beruflichen Bildung, der Landwirtschaft und der Hauswirtschaft auch die Personen erreichte, die aus unterschiedlichen Gründen nicht studieren konnten. Die Verbreitung der Informationen erfolgte durch besondere Ausbilder über das ganze Land.
Mit dem sogenannten „Nelson Act“ vom 4. März 1907 wurde ein Zusatzartikel zu den Morill-Gesetzen von 1862 und 1890 ratifiziert, der die staatlichen Zuschüsse auf $ 50.000,- pro Jahr erhöhte. Sie durften jedoch nicht angesammelt und nur auf Antrag auf das nächste Jahr übertragen werden.

## Auswirkung bis heute
Die University of the District of Columbia erhielt 1967 mit einer Zahlung von 7,24 Millionen US-Dollar anstelle einer Landübertragung den Status einer Land-grant University. Auch die amerikanischen Außengebiete Guam, Mikronesien, Amerikanisch-Samoa, die Nördlichen Marianen und die Jungferninseln bekamen 1972 je drei Millionen US-Dollar zum Auf- beziehungsweise Ausbau entsprechender Bildungseinrichtungen. Im Jahr 1994 wurde 29 Hochschulen, die in Indianerreservaten oder in deren Nähe ihren Sitz haben und traditionell vor allem der Hochschulbildung der amerikanischen Ureinwohner dienen, der Status einer Land-grant University zuerkannt. Im Namen einiger zu den Land-grant Universities zählender Hochschulen, wie beispielsweise der Texas A&M University und der Florida A&M University, erinnert das Kürzel „A&M“ für Agricultural and Mechanical an die historischen Hintergründe, ebenso wie die Bezeichnung Aggies für die Studenten, die Alumni oder die Sportmannschaften einer Reihe von Universitäten. Nahezu alle Hochschulen mit dem Status einer Land-grant University sind im Dachverband Association of Public and Land-grant Universities zusammengeschlossen. Der Status als Land-grant University ist bis in die Gegenwart beispielsweise für die Finanzierung von Forschungsvorhaben von Bedeutung.